# Hàn Quốc tại Đại hội Thể thao Đông Á 1993
Hàn Quốc tham dự tại Đại hội Thể thao Đông Á 1993 tổ chức tại Thượng Hải, Trung Quốc từ 9 tháng 5 năm 1993 đến 18 tháng 5 năm 1993. Hàn Quốc đứng thứ ba với 23 huy chương vàng, 28 huy chương bạc, và 40 huy chương đồng.

## Tóm tắt huy chương

### Bảng huy chương
| Môn thể thao    | Vàng | Bạc | Đồng | Tổng cộng |
| --------------- | ---- | --- | ---- | --------- |
| Điền kinh       | 3    | 4   | 5    | 12        |
| Cầu lông        | 1    | 2   | 4    | 7         |
| Bóng rổ         | 0    | 2   | 0    | 2         |
| Bowling         | 0    | 3   | 1    | 4         |
| Boxing          | 4    | 3   | 5    | 12        |
| Bóng đá         | 1    | 0   | 0    | 1         |
| Thể dục dụng cụ | 1    | 1   | 5    | 7         |
| Judo            | 7    | 4   | 5    | 16        |
| Đua thuyền      | 0    | 4   | 2    | 6         |
| Bơi lội         | 2    | 2   | 10   | 14        |
| Cử tạ           | 4    | 3   | 1    | 8         |
| Wushu           | 0    | 0   | 2    | 2         |